# Final Fantasy
Final Fantasy (ファイナルファンタジー, Fainaru Fantajī) és una franquícia creada per Hironobu Sakaguchi, desenvolupada i propietat d'Square Enix. La franquícia se centra en una sèrie de videojocs de rol de ciència-ficció i fantasia. El primer joc de la saga, publicat el 1987, va ser concebut per Sakaguchi com el seu últim esforç en la indústria del videojoc. El títol va ser un èxit i va generar diverses seqüeles. Des d'aleshores, la sèrie de videojocs s'ha diversificat en altres gèneres com el rol tàctic, l'ARPG, l'MMORPG, les carreres, el shooter, la lluita i el musical. La franquícia també s'ha difós a través d'altres mitjans, incloent-hi pel·lícules, anime, manga i novel·les.
Encara que la majoria d'entregues de Final Fantasy són històries independents amb diferents ambientacions i personatges principals, totes acostumen a presentar alguns elements comuns que defineixen la franquícia. Aquests elements recurrents inclouen temàtiques argumentals, noms propis i mecàniques de jugabilitat. Els arguments se centren en un grup d'herois que lluiten contra un gran mal alhora que s'explora les seves pròpies lluites i relacions internes. Els noms dels personatges es deriven sovint de personatges històrics, o de la cultura popular i la mitologia d'arreu del món.
La sèrie ha tingut un gran èxit comercial i crític. És la franquícia de videojocs més venuda de Square Enix, amb més de 130 milions d'unitats venudes, i és una de les franquícies de videojocs més venudes de tots els temps. La sèrie és coneguda per la seva innovació, la seva qualitat gràfica i musical, models de caràcters fotorrealistes i música orquestrada de Nobuo Uematsu. Final Fantasy ha estat un motor en la indústria dels videojocs, i la sèrie ha afectat les pràctiques empresarials de Square Enix i les seves relacions amb altres desenvolupadors de videojocs. També ha introduït moltes mecàniques ara ja comuns als jocs de rol, i va ser la principal causa de popularització dels RPG per a consoles als mercats extrems al "Japó".

## Entregues de la saga

### Videojocs

#### Jocs de la saga principal
| Any original de llançament | Títol                                 | Plataformes                                                      |
| -------------------------- | ------------------------------------- | ---------------------------------------------------------------- |
| 1987                       | Final Fantasy                         | NES - MSX2 (1989) - PSP (2007) - Android/iOS (2012)              |
| 1988                       | Final Fantasy II                      | NES - PSP (2007) - Android/iOS (2011)                            |
| 1990                       | Final Fantasy III                     | NES - Nintendo DS (2006) - Android/iOS (2011) - PSP (2011)       |
| 1991                       | Final Fantasy IV                      | SNES - GBA (2005) - Nintendo DS (2007) - PSP (2011) - iOS (2012) |
| 1992                       | Final Fantasy V                       | SNES - PlayStation (1999) - GBA (2006) - Android/iOS (2013)      |
| 1994                       | Final Fantasy VI                      | SNES - PlayStation (1999) - GBA (2006) - Android/iOS             |
| 1997                       | Final Fantasy VII                     | PlayStation - PlayStation 4 - PC - iOS                           |
| 1999                       | Final Fantasy VIII                    | PlayStation - PC                                                 |
| 2000                       | Final Fantasy IX                      | PlayStation PC - Android/iOS                                     |
| 2001                       | Final Fantasy X                       | PS2 - PlayStation 4 - PC                                         |
| 2002                       | Final Fantasy XI Online               | PS2 - PC - Xbox 360 (2006)                                       |
| 2003                       | Final Fantasy X-2                     | PS2 - PlayStation 4 - PC                                         |
| 2006                       | Final Fantasy XII                     | PS2                                                              |
| 2009                       | Final Fantasy XIII                    | PS3 - Xbox 360 (2010)                                            |
| 2009                       | Final Fantasy IV: The After Years     | WiiWare (2009) - PSP (2011) - Android/iOS (2011) - PC            |
| 2010                       | Final Fantasy XIV                     | PC - PS3 - PS4 (2014)                                            |
| 2011                       | Final Fantasy XIII-2                  | PS3 - XBox 360                                                   |
| 2013                       | Lightning Returns: Final Fantasy XIII | PS3 - Xbox 360                                                   |
| 2013                       | Final Fantasy XIV: a Realm Reborn     | PC - PS3 - PS4 (2014)                                            |
| 2015                       | Final Fantasy XIV: Heavensward        | PC - PS3 - PS4                                                   |
| 2016                       | Final Fantasy XV                      | PS4 - Xbox One                                                   |
| 2017                       | Final Fantasy XIV: Stormblood         | PC - PS4                                                         |

#### Saga Crystal Chronicles
| Any original de llançament | Títol                                                   | Plataformes |
| -------------------------- | ------------------------------------------------------- | ----------- |
| 2003                       | Final Fantasy Crystal Chronicles                        | Gamecube    |
| 2007                       | Final Fantasy Crystal Chronicles: Ring of Fates         | Nintendo DS |
| 2008                       | Final Fantasy Crystal Chronicles: My Life as a King     | WiiWare     |
| 2009                       | Final Fantasy Crystal Chronicles: Echoes of Time        | WiiWare     |
| 2009                       | Final Fantasy Crystal Chronicles: My Life as a Darklord | WiiWare     |
| 2009                       | Final Fantasy Crystal Chronicles: The Crystal Bearers   | WiiWare     |

#### Saga Tactics
| Any original de llançament | Títol                                          | Plataformes          |
| -------------------------- | ---------------------------------------------- | -------------------- |
| 1997                       | Final Fantasy Tactics                          | Playstation          |
| 2003                       | Final Fantasy Tactics Advance                  | Game Boy Advance     |
| 2007                       | Final Fantasy Tactics A2: Grimoire of the Rift | Nintendo DS          |
| 2007                       | Final Fantasy Tactics: The War of the Lions    | Playstation Portable |

#### Spin-offs
| Any original de llançament | Títol                                             | Plataformes  |
| -------------------------- | ------------------------------------------------- | ------------ |
| 2004                       | Before Crisis: Final Fantasy VII                  | Android/iOS  |
| 2004                       | Dirge of Cerberus Lost Episode: Final Fantasy VII | Android/iOS  |
| 2004                       | Dirge of Cerberus: Final Fantasy VII              | PS2          |
| 2008                       | Final Fantasy XII: Revenant Wings                 | Nintendo DS  |
| 2008                       | Crisis Core: Final Fantasy VII                    | PSP          |
| 2008                       | Dissidia: Final Fantasy                           | PSP          |
| 2012                       | Theatrhythm Final Fantasy                         | Nintendo 3DS |
| 2012                       | Dissidia Duodecim: Final Fantasy                  | PSP          |
| 2014                       | Theatrhythm Final Fantasy: Curtain Call           | Nintendo 3DS |
| 2016                       | World of Final Fantasy                            | PS4 - Vita   |

### Animació
- Final Fantasy: Legend of the Crystals
- Final Fantasy: Unlimited
- Final Fantasy VII: Last Order

### Pel·lícules
- Final Fantasy: La força interior (Final Fantasy: The Spirits Within) (2001)
- Final Fantasy VII: Advent Children